# TT Assen 2007

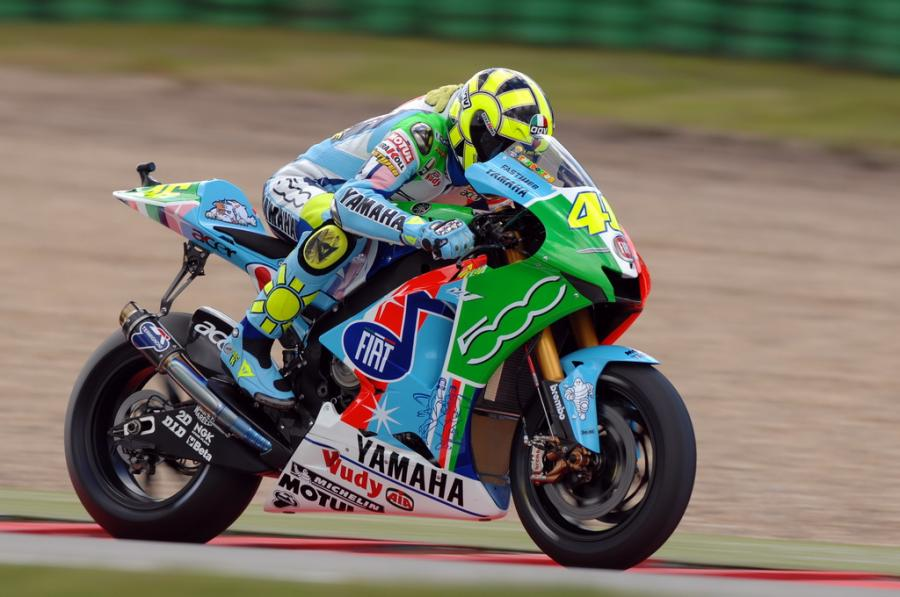
Valentino Rossi

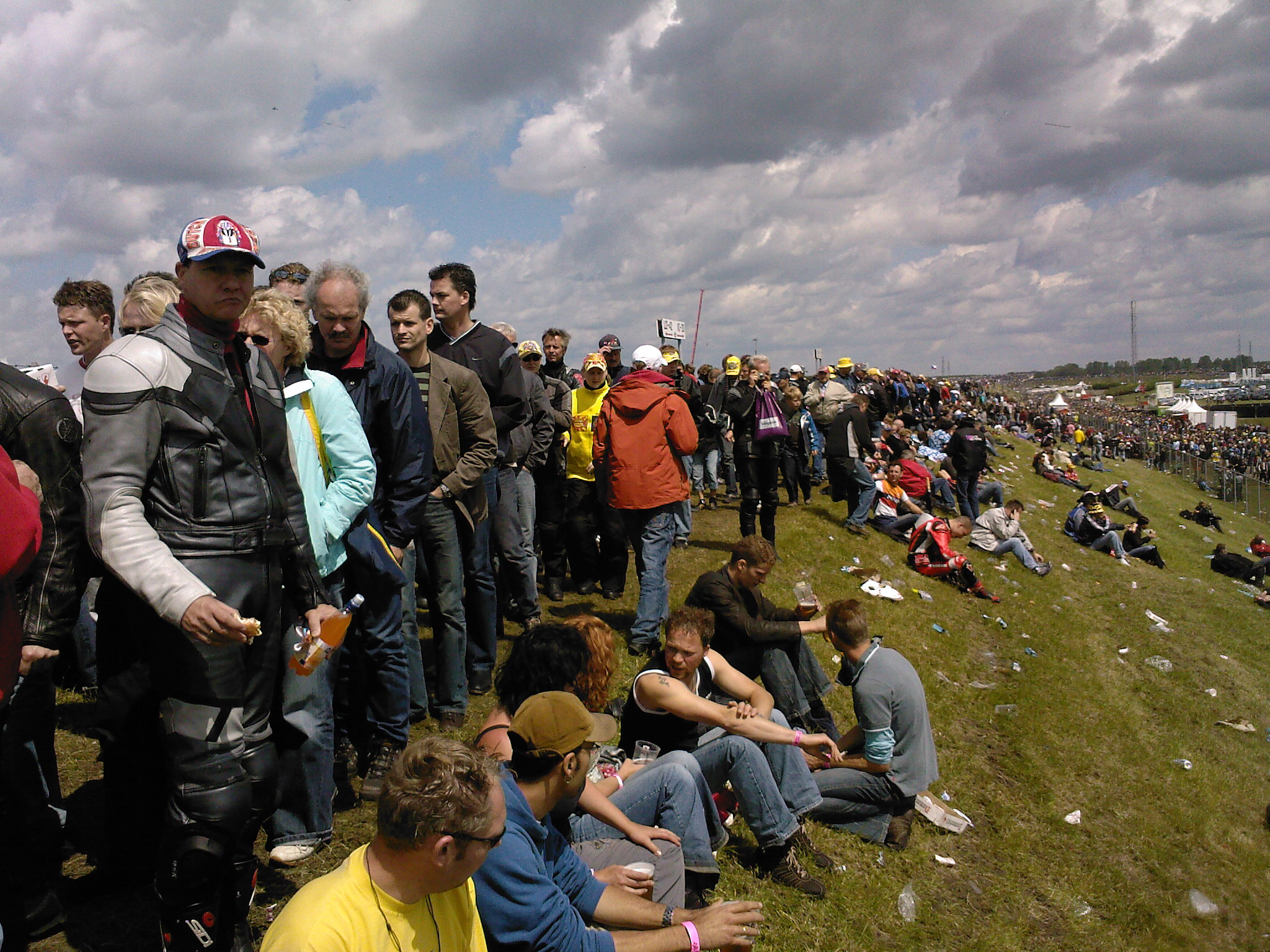
Publiken

TT Assen 2007 var ett race som kördes den 30 juni på Assen TT Circuit.

## MotoGP
Ett chansartat kval med avtagande och tilltagande regn såg startgriden någon annorlunda ut med bland annat Valentino Rossi först på 11:e startruta. Många ansåg att VM-ledaren Casey Stoner hade ett guldläge från första startled när de vassaste konkurrenterna var långt bakom på griden. Stoner tog mycket riktigt kommandot i början på loppet, men Rossi arbetade sig upp genom fältet. Efter halva loppet var han ikapp Stoner och 4 varv från målgång fick Stoner se sig passerad och frånkörd. Regerande världsmästaren Nicky Hayden bröt sin negativa trend och kom i mål på en fin tredje plats.

### Resultat
| Plats | Förare           | Märke    | Grid | Kvaltid  |
| ----- | ---------------- | -------- | ---- | -------- |
| 1     | Valentino Rossi  | Yamaha   | 11   | 1.50,392 |
| 2     | Casey Stoner     | Ducati   | 2    | 1.48,572 |
| 3     | Nicky Hayden     | Honda    | 13   | 1.50,581 |
| 4     | Dani Pedrosa     | Honda    | 9    | 1.50,132 |
| 5     | John Hopkins     | Suzuki   | 5    | 1.49,684 |
| 6     | Colin Edwards    | Yamaha   | 6    | 1.49,691 |
| 7     | Alex Barros      | Ducati   | 12   | 1.50,402 |
| 8     | Alex Hofmann     | Ducati   | 8    | 1.49,927 |
| 9     | Anthony West     | Kawasaki | 7    | 1.49,807 |
| 10    | Marco Melandri   | Honda    | 4    | 1.49,679 |
| 11    | Carlos Checa     | Honda    | 16   | 1.53,271 |
| 12    | Shinya Nakano    | Honda    | 15   | 1.51,827 |
| 13    | Makoto Tamada    | Yamaha   | 18   | 1.57,525 |
| 14    | Sylvain Guintoli | Yamaha   | 17   | 1.54,253 |
| 15    | Kurtis Roberts   | KR-Honda | 14   | 1.51,259 |
| 16    | Chris Vermeulen  | Suzuki   | 1    | 1.48,555 |
| 17    | Loris Capirossi  | Ducati   | 10   | 1.50,169 |
| 18    | Randy de Puniet  | Kawasaki | 3    | 1.49,579 |

### Pole Position och Snabbaste varv
| Pole Position   | Tid      | Snabbaste varv  | Tid      |
| --------------- | -------- | --------------- | -------- |
| Chris Vermeulen | 1.48,555 | Valentino Rossi | 1.37,433 |